# پائولا نیکارت
پائولا نیکارت (انگلیسی: Paula Nicart؛ زادهٔ ۸ سپتامبر ۱۹۹۴) بازیکن فوتبال اهل اسپانیا است.
از باشگاه‌هایی که در آن بازی کرده‌است می‌توان به باشگاه فوتبال زنان بارسلونا و باشگاه فوتبال زنان والنسیا اشاره کرد.
وی همچنین در تیم‌های ملی فوتبال Spain women's national under-17 football team، زنان اسپانیا، و Catalonia women's national football team بازی کرده‌است.